# Chin Hormechea
Chin Jossue Hormechea Hoy (sinh ngày 12 tháng 5 năm 1996) là một cầu thủ bóng đá người Panama hiện tại thi đấu cho Árabe Unido.

## Sự nghiệp quốc tế
Hormechea thi đấu tại Giải vô địch bóng đá U-17 thế giới 2013 ở Các Tiểu vương quốc Ả Rập Thống nhất và Giải vô địch bóng đá U-20 thế giới 2015 ở New Zealand.
Anh có màn ra mắt cho Panama vào tháng 2 năm 2015 trong trận giao hữu trước Hoa Kỳ.

## Danh hiệu
U-20 Panama
Á quân
- Giải vô địch bóng đá U-20 Bắc, Trung Mỹ và Caribe: 2015